# Alejandra Herrera
María Alejandra Herrera Andreucci (Santiago, 14 de mayo de 1971), conocida como Alejandra Herrera, es una actriz chilena de cine y televisión. Destacada principalmente por sus actuaciones en las teleseries Amor a domicilio, Adrenalina y Marparaíso de Canal 13 y en La Nany de Mega en la década de 1990.

## Biografía
Egresada de la Escuela de Teatro de la Universidad de Chile en 1994 y titulada por la misma universidad en 2021.
En 1995 debutó en teleseries al año siguiente en Amor a domicilio de Canal 13.
Asimismo, protagonizó las adaptaciones chilenas de las series La Nany en Mega y Ana y los siete en Chilevisión.
Debutó en el cine con la película Los Turistas all Inclusive en 2020 junto a Patricio Torres y Fernando Kliche.

## Filmografía
| Año       | Título           | Papel                              | Notas       |
| --------- | ---------------- | ---------------------------------- | ----------- |
| 1995      | Amor a domicilio | Angélica Díaz                      | Canal 13    |
| 1996      | Adrenalina       | Alexis Opazo                       | Canal 13    |
| 1997      | Playa salvaje    | Deborah Meneses                    | Canal 13    |
| 1998      | Marparaíso       | Camila Hidalgo                     | Canal 13    |
| 1999      | Cerro Alegre     | Carmen Guajardo, Viuda de Mancilla | Canal 13    |
| 2001      | Corazón pirata   | Siboney Mora                       | Canal 13    |
| 2006      | Charly tango     | Dayana Mateluna                    | Canal 13    |
| 2008-2009 | Ana y los siete  | Ana Muñoz                          | Chilevisión |
| 2009-2010 | Sin anestesia    | Araceli Márquez                    | Chilevisión |
| 2011-2012 | Decibel 110      | Irene Torrejón                     | Mega        |
| 2012-2013 | La sexóloga      | Estefanía Saavedra                 | Chilevisión |

| Cine | Cine                       | Cine      | Cine           |
| Año  | Título                     | Personaje | Director       |
| ---- | -------------------------- | --------- | -------------- |
| 2020 | Los Turistas all Inclusive |           | Elías Llanos   |
| 2021 | La Vuelta (Cortometraje)   | Laura     | Gonzalo Olivos |

### Series y unitarios
| Serie de televisión | Serie de televisión             | Serie de televisión     | Serie de televisión |
| Año                 | Serie                           | Personaje               | Canal               |
| ------------------- | ------------------------------- | ----------------------- | ------------------- |
| 1996                | Amor a domicilio, la comedia    | Angélica Díaz           | Canal 13            |
| 1997-1998           | Teatro en Canal 13              | Varios personales       | Canal 13            |
| 2004-2006           | BKN                             | Carolina                | Mega                |
| 2005                | La Nany                         | Eliana Tapia "La Nany"  | Mega                |
| 2006                | La vida es una lotería          | Julia                   | Mega                |
| 2009-2013           | Teatro en Chilevisión           | Varios personales       | Chilevisión         |
| 2011                | 12 días que estremecieron Chile | Rita                    | Chilevisión         |
| 2013-2017           | Lo que callamos las mujeres     | Varios personajes       | Chilevisión         |
| 2015                | Los años dorados                | Yasna "Novia de Genaro" | UCV                 |
| 2015                | Código Rosa                     | Susana                  | Mega                |
| 2017                | Lo que callamos las mujeres     | Gloria                  | Chilevisión         |
| 2017                | Irreversible                    | Ivette                  | Canal 13            |
| 2022                | Celeste                         | Magdalena Lopetegui     | NTV                 |

### Programas de televisión
| Televisión | Televisión                   | Televisión              | Televisión       |
| Año        | Programa                     | Condición               | Canal            |
| ---------- | ---------------------------- | ----------------------- | ---------------- |
| 1995       | Viva el lunes                | Invitada                | Canal 13         |
| 1996       | Hablemos de...               | Participante            | TVN              |
| 1997       | Viva el lunes                | Invitada                | Canal 13         |
| 2003       | Vértigo                      | Invitada                | Canal 13         |
| 2006       | La ley de la selva           | Voces adicionales       | Mega             |
| 2006       | Vértigo                      | Participante            | Canal 13         |
| 2007       | Vértigo                      | Participante            | Canal 13         |
| 2008       | Sin Dios ni late             | Invitada                | Zona Latina      |
| 2008       | Yingo                        | Invitada                | Chilevisión      |
| 2008       | Primer plano                 | Invitada                | Chilevisión      |
| 2011       | Mentiras verdaderas          | Invitada                | La Red           |
| 2011       | Mujeres primero              | Animadora suplente      | La Red           |
| 2011       | Morandé con compañía         | Invitada                | Mega             |
| 2012       | Tu cara me suena             | Participante            | Mega             |
| 2012       | Mucho gusto                  | Invitada                | Mega             |
| 2012       | Mujeres primero              | Invitada                | La Red           |
| 2012       | Los tuins                    | Invitada                | Mega             |
| 2013       | Sabores                      | Invitada                | Zona Latina      |
| 2013       | Zona de Estrellas            | Invitada                | Zona Latina      |
| 2013       | Salta si puedes              | Participante            | Chilevisión      |
| 2013       | Mujeres primero              | Invitada                | La Red           |
| 2013       | La familia más loca de Chile | Participante            | TVN              |
| 2013       | Mentiras verdaderas          | Invitada                | La Red           |
| 2013       | Buenos días a todos          | Invitada                | TVN              |
| 2013       | Soundtrax                    | Invitada                | Bang TV          |
| 2014       | SQP                          | Invitada                | Chilevisión      |
| 2014       | Mentiras verdaderas          | Invitada                | La Red           |
| 2014       | Mujeres primero              | Invitada                | La Red           |
| 2014       | Sabores                      | Invitada                | Zona Latina      |
| 2015       | Mujeres primero              | Invitada                | La Red           |
| 2015       | Me late                      | Invitada                | UCV TV           |
| 2015       | Algo Personal                | Invitada                | UCV TV           |
| 2015       | Mentiras verdaderas          | Invitada                | La Red           |
| 2015       | Mucho gusto                  | Invitada                | Mega             |
| 2015       | Mañaneros                    | Invitada                | La Red           |
| 2015       | Sabingo                      | Invitada                | Chilevisión      |
| 2016       | La Divina Comida             | Participante anfitriona | Chilevisión      |
| 2016       | Mañaneros                    | Invitada                | La Red           |
| 2016       | Bienvenidos                  | Invitada                | Canal 13         |
| 2016       | Mujeres primero              | Invitada                | La Red           |
| 2016       | Mujer Glam                   | Invitada                | UCV TV           |
| 2016       | Hola Chile                   | Invitada                | La Red           |
| 2016       | Más vale tarde (Chile)       | Invitada                | Mega             |
| 2017       | Mentiras verdaderas          | Invitada                | La Red           |
| 2017       | No eres tú, soy yo           | Invitada                | Zona Latina      |
| 2017       | El interruptor               | Invitada                | Via X            |
| 2017       | Bienvenidos                  | Invitada                | Canal 13         |
| 2017       | Mucho gusto                  | Invitada                | Mega             |
| 2017       | Buenos días a todos          | Invitada                | TVN              |
| 2017       | Sabores                      | Invitada                | Zona Latina      |
| 2017       | El Show de La Red            | Invitada                | La Red           |
| 2017       | Maldita moda                 | Invitada                | Chilevisión      |
| 2018       | La noche es nuestra          | Invitada                | Chilevisión      |
| 2018       | Sigamos de largo             | Invitada                | Canal 13 (Chile) |
| 2018       | No culpes a la noche         | Invitada                | TVN              |
| 2018       | Pasapalabra                  | Invitada                | Chilevisión      |
| 2019       | Podemos Hablar (PH)          | Invitada                | Chilevisión      |
| 2019       | Pasapalabra                  | Invitada                | Chilevisión      |
| 2019       | Viva la pipol                | Invitada                | Chilevisión      |
| 2019       | Tu vida tu historia          | Invitada                | Chilevisión      |
| 2020       | La noche es nuestra          | Invitada                | Chilevisión      |
| 2020       | Cocina fusión                | Invitada                | TVN              |
| 2021       | Pasapalabra (Chile)          | Invitada                | Chilevisión      |
| 2021       | The covers                   | Participante            | Mega             |
| 2021       | Los 5 mandamientos           | Invitada                | Canal 13         |
| 2021       | Zona de estrellas            | Invitada                | Zona Latina      |
| 2021       | La divina comida             | Participante anfitriona | Chilevisión      |

## Historial electoral

### Elecciones parlamentarias de 2021
- Elecciones parlamentarias de 2021 a Diputado por el distrito 10 (La Granja, Macul, Ñuñoa, Providencia, San Joaquín y Santiago)[5]

| Candidato                              | Pacto                    | Partido | Votos  | %     | Resultado |
| -------------------------------------- | ------------------------ | ------- | ------ | ----- | --------- |
| Gonzalo Winter Etcheberry              | Apruebo Dignidad         | CS      | 66 590 | 14,48 | Diputado  |
| Jorge Alessandri Vergara               | Chile Podemos Más        | UDI     | 49 419 | 10,82 | Diputado  |
| Johannes Kaiser Barents-Von Hohenhagen | Frente Social Cristiano  | PRCh    | 26 610 | 5,82  | Diputado  |
| Emilia Schneider Videla                | Apruebo Dignidad         | COM     | 26 130 | 5,72  | Diputada  |
| María Luisa Cordero Velásquez          | Chile Podemos Más        | ILAA    | 20 498 | 4,49  | Diputada  |
| Helia Molina Milman                    | Nuevo Pacto Social       | PPD     | 18 908 | 4,14  | Diputada  |
| Alejandra Placencia Cabello            | Apruebo Dignidad         | PCCh    | 17 970 | 3,93  | Diputada  |
| Pablo Kast Sommerhoff                  | Chile Podemos Más        | EVO     | 15 686 | 3.43  |           |
| Karla Pinto Timmermann                 | Partido Ecologista Verde | PEV     | 13 145 | 2,88  |           |
| Pía Marinovic Merino                   | Frente Social Cristiano  | PRCh    | 13 088 | 2,86  |           |
| Nicole Martínez Aranda                 | Apruebo Dignidad         | RD      | 12 940 | 2,8   |           |
| Sebastián Torrealba Alvarado           | Chile Podemos Más        | RN      | 12 859 | 2,81  |           |
| Lorena Fries Monleon                   | Apruebo Dignidad         | ILAR    | 11 545 | 2,53  | Diputada  |
| René Naranjo Sotomayor                 | Apruebo Dignidad         | ILAR    | 9336   | 2,04  |           |
| Savka Pollak Tomasevich                | Chile Podemos Más        | ILAA    | 8383   | 1,83  |           |
| Alejandra Herrera Andreucci            | Independientes Unidos    | CU      | 5350   | 1,17  |           |